# Bem substituto
Bem substituto ou sucedâneo é um bem que possa ser consumido em substituição a outro. Por exemplo, margarina e manteiga são em geral consideradas bens substitutos, uma vez que exercem basicamente a mesma função.
É raro encontrar bens que sejam substitutos perfeitos, os quais o consumidor aceita substituir, um pelo outro, a uma taxa constante. Na prática, diferenças de funcionalidade e fatores subjetivos afetam o quanto um bem pode ser substituído por outro. Na medida em que os bens podem ser substituídos um pelo outro, a repercussão econômica primordial é que a demanda pelos dois bens será afetada pelo fato de que os consumidores podem trocar um bem pelo outro se a troca for vantajosa.
Bens complementares são o oposto de bens substitutos.

## Consequências econômicas

Três curvas de indiferença de bens substitutos. A curva de indiferença de bens perfeitamente substituíveis é uma função linear negativamente inclinada.

O conceito de bens substitutos é valioso para os economistas pois permite a previsão do comportamento do consumidor frente as alterações no mercado. Sabe-se que um aumento de preços de um bem leva a uma maior demanda por seus bens substitutos; na escolha entre dois bens substitutos, o consumidor prefere consumir o mais barato.
Outro fato relevante é que bens substitutos perfeitos têm uma taxa marginal de substituição constante, com uma curva de indiferença linear negativa.

## Categorização
Bens substitutos diferem no que diz respeito à sua filiação a uma categoria filiação' . Substitutos inter-catgoria são bens que são membros da mesma categoria taxonômica, bens que compartilham atributos comuns (por exemplo, chocolate, cadeiras, peruas, etc.).
Já os 'Substitutos Extra-categoria'  são bens que são membros de diferentes categorias taxonômicas, mas podem satisfazer o mesmo objetivo. Uma pessoa que não pode ter o chocolate que ela deseja, por exemplo, pode, em vez disso, comprar sorvete para satisfazer seu objetivo de ter uma sobremesa.